# Comité des services informatiques de l'enseignement supérieur et de la recherche
Le Comité des Services Informatiques de l'Enseignement Supérieur et de la Recherche (CSIESR ; prononcé "Xir") est une association « loi de 1901 » créée en 1981 sous le nom de « Club des Utilisateurs Mini 6 » puis en 1984 « Comité des Utilisateurs Mini 6 », qui a pour but de concourir, avec toutes les autres parties intéressées, à la meilleure exploitation possible et dans l’intérêt général de tous les utilisateurs, des moyens informatiques dont disposent les centres, services informatiques ou directions des systèmes d'information des établissements de l’enseignement supérieur et de la recherche.
Le titre CSIESR est adopté en 1987.

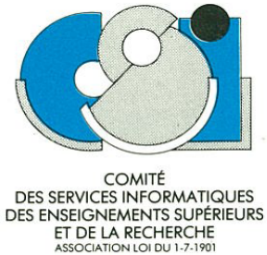
Premier logo du CSIESR
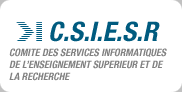
Second logo du CSIESR
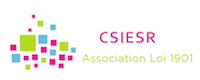
Logo actuel du CSIESR

## Organisation

### Administration
Le Conseil d'administration est composé de 9 à 15 personnes, en activité dans un établissement ayant vocation à adhérer, élues par l'assemblée générale. Le Conseil d'administration se réunit plusieurs fois par an.
Le Bureau est l'organe exécutif de l'association ; il est composé du président, de deux secrétaires et deux trésoriers. Des adjoints ou des vice-présidents peuvent renforcer le Bureau.

## Activités
Tout au long de l’année, l’association organise de nombreuses manifestations :
- séminaires, journées thématiques[1], stages de formation[2] ;
- assises nationales[3] ;
- formations sur tout thème, informatique ou non.

Chaque année, plus de 400 personnes suivent l’ensemble de ces manifestations.